# بليك فلمنج
بليك فلمنج (بالإنجليزية: Blake Fleming)‏ هو طبال أمريكي، ولد في القرن العشرين في إلينوي في الولايات المتحدة.

## وصلات خارجية
- بليك فلمنج على موقع ميوزك برينز (الإنجليزية)
- بليك فلمنج على موقع ديسكوغز (الإنجليزية)